# 上海市第五十四中学
上海市第五十四中学（简称“五十四中学”）位于上海市徐汇区康平路34号，是一所公办完全中学。该校于1955年成立，是上海市人民政府兴办的第一批公办完全中学之一。2006年，上海市第五十四中学被命名为徐汇区实验性示范性学校。

## 简介
中华人民共和国成立以后，面对上海公立教育资源稀缺的现状，上海市人民政府决定兴办一批新的公办完全中学，以配合新中国第一个“五年计划”，完善城市教育体系，为市民提供更丰富的受教育机会。1955年，上海市第五十四中学作为第一批公办完全中学之一，在上海市徐汇区谨记路（今宛平南路）266弄41号挂牌成立，次年迁校至上海市徐汇区康平路34号。1956年9月，丁曙被上海市人民政府委任为五十四中学第一任校长。
上海市第五十四中学目前共有34个教学班，其中初中阶段16个，高中阶段18个。截止2008年12月，共有学生1400余人，专职教师140余名，并设有语文、英语、数学等十三个学科教研组。学校以“弘扬爱心，关爱学生品行；求真务实，注重学生发展”作为办学特色。办学50年以来赢得了广泛的社会声誉。近年来，学校在办学特色的基础上，归纳出校训“弘爱求实，人人发展”，以 “自强”、“责任”、“和谐”作为学校的核心价值。
上海市第五十四中学因办学成绩突出，被徐汇区人民政府确立为实验性示范性学校，同时也是一所以体育见长，篮球为特色的体育传统项目学校。学校篮球队实力雄厚，在上海市高级中学中久负盛誉，具有较大的影响力。同时，学校声乐部具备相当的规模，是上海音乐学院校外实习基地之一，在国际范围内具有一定影响力。

## 历任校长
| 姓名                        | 任期      |
| --------------------------- | --------- |
| 丁曙                        | 1956-1961 |
| 姚涓                        | 1977-2001 |
| 徐立德                      | 2001-2006 |
| 杜育敏                      | 2003-2014 |
| 卢久红                      | 2014-2020 |
| 张岚 （页面存档备份，存于） | 2020 至今 |

## 办学精神
学校办学目标：办学优质、特色的区实验性示范性学校。
学生培养目标：为人求学基础扎实、品行高雅、多元发展、特长显著。
教师发展目标：教书育人师德高尚、师能出色、奉献进取、团结合作。

## 周边
康平路
衡山路
上海图书馆
新华社上海通讯社
美国驻上海总领事馆
伊朗驻上海总领事馆
法国驻上海总领事馆

## 交通
地铁：衡山路站（地铁1号线）、上海图书馆站（地铁10号线）
公交：93、824、830等